# Max Draeger (Jurist)
Friedrich Ernst Max Draeger (* 18. Januar 1885 in Marienburg, Westpreußen; † 20. April 1945 in Brandenburg an der Havel) war ein deutscher Richter. Er war der letzte Präsident des Oberlandesgerichts Königsberg.

## Leben
Draegers Eltern waren der Mühlenbesitzer Draeger und seine Frau Maria geb. Senger. Er studierte an der Albertus-Universität Rechtswissenschaft und wurde 1904 im Corps Hansea Königsberg aktiv. 1909 wurde er an der Königlichen Universität zu Greifswald zum Dr. iur.  promoviert. Draeger war passionierter Bergsteiger.  

### Danzig und Duisburg
Am 20. Mai 1920 wurde er Landrichter in Danzig, am 1. Juli 1920 Landgerichtsrat am Landgericht Danzig. Am 1. Januar 1922 kam er als Oberregierungsrat zur Justizabteilung des Senats der Freien Stadt Danzig. Seit dem 1. Januar 1925 Amtsgerichtsdirektor am Amtsgericht Danzig, wurde er am 1. November 1932 zum Landgerichtspräsident am Landgericht Guben und am 7. Juli 1933 zum Staatsrat und Leiter der Wirtschaft in Danzig ernannt. Ab 1. Oktober 1935 war er fast zwei Jahre Landgerichtspräsident des Landgerichts Duisburg, bevor er am 21. August 1937 für drei Monate Präsident des westpreußischen Oberlandesgerichts Marienwerder wurde.

### Königsberg
Am 1. Dezember 1937 kam Draeger als Präsident des ostpreußischen Oberlandesgerichts nach Königsberg. Nachdem verschiedene Amtsrichter und gerichtlich bestellte Vormundschaftspfleger Nachforschungen nach den im Zuge der  „Aktion Lange“ im Mai 1940 ermordeten 1558 Patienten ostpreußischer psychiatrischer Kliniken angestellt hatten, wies Draeger die zuständigen Gerichte an, von „nutzlosen Anfragen Abstand zu nehmen“. Zuvor hatte er dem Reichsminister der Justiz gegenüber bereits erklärt, dass „die Angelegenheit durch Übersendung der Sterbeurkunden der in Frage kommenden Personen demnächst ihre Erledigung finden würde“.
Ein Versetzungswunsch an das OLG Kiel wurde 1943 von Hinrich Lohse, Gauleiter in Schleswig-Holstein und Reichskommissar Ostland, durch Intervention beim Reichsjustizministerium verhindert.
Bei Anrücken der Roten Armee löste Draeger seine Behörde auf. Offensichtlich geschah dies ohne Rücksprache mit dem Ministerium in Berlin. Mit Generalstaatsanwalt Szelinski verließ Draeger die Stadt Richtung Pillau, wo man sich nach Westen einschiffte. In Swinemünde (oder Stettin) angelangt, machten Draeger und Szelinski Meldung bei Justizminister Otto Georg Thierack. 
Dieser war durch einen Funkspruch von Gauleiter und „Reichsverteidigungskommissar“ (RVK) Erich Koch bereits alarmiert worden, „daß der Chefpräsident und der Generalstaatsanwalt Szelinski ohne Fühlungnahme mit dem RVK, und ohne für ordnungsgemäße Übertragung ihrer Dienstgeschäfte gesorgt zu haben, Königsberg mit ihrem Dienstkraftwagen über Pillau nach Danzig verlassen haben. Die Bevölkerung sei über dieses Verhalten der Vorstandsbeamten sehr erregt. Vom Innenministerium sei in Danzig veranlaßt worden, daß die beiden Vorstandsbeamten dort festgehalten würden. Er spreche die Bitte aus, auch von unserer Behörde notwendige Schritte gegen die beiden Vorstandsbeamten zu veranlassen.“
Mit Thieracks Einverständnis ließ Gauleiter Franz Schwede beide als Deserteure verhaften und nach Berlin überstellen. Szelinski nahm sich noch in der Untersuchungshaft das Leben. Draeger wurde vom Volksgerichtshof am 29. März 1945 wegen Wehrkraftzersetzung und Fahnenflucht zum Tode verurteilt. An dem Urteil gegen Draeger war Harry Haffner beteiligt. Am 4. April 1945 ins Zuchthaus Brandenburg eingeliefert, wurde Draeger am 20. April 1945 „ehrenhaft“ erschossen.  
Walter Wagner bewertete 1974 Draegers Flucht nach Westen sehr dienstbezogen und führte sie darauf zurück, dass eine geordnete Arbeit im belagerten Königsberg schlicht unmöglich geworden sei. Persönliche Motive oder die irrige Annahme, in Berlin auf Zustimmung zu stoßen, zog Wagner nicht in Betracht. Er bewertete die Todesstrafe für einen Spitzenvertreter des NS-Justizapparats rückblickend als „Märtyrertod“.
Draegers Tochter Lore Helbich berichtete 2007, dass die Angehörigen von der Hinrichtung erst im Dezember 1945 erfuhren. Die Urne wurde auf dem Friedhof in Berlin-Friedenau beigesetzt.

## Rückblick
Während der Weimarer Republik gehörte Draeger von 1921 bis 1932 der DNVP an, er trat zum 1. Mai 1933 der NSDAP bei (Mitgliedsnummer 3.396.447). Er engagierte sich im Reichsbund der Deutschen Beamten und im Nationalsozialistischen Rechtswahrerbund. Bei Kriegsende wurde er dem Kreisauer Kreis zugeordnet: Der Königsberger Pfarrer Hugo Linck notierte ihn als Mitglied des Königsberger Bruderrates der Bekennenden Kirche. Draegers Verurteilung könnte darauf zurückzuführen sein, dass man ihm Beziehungen zum Widerstand zur Last gelegt hatte.
In den Beständen des ehemaligen Berlin Document Centers (BDC) existiert eine SA-Personalakte von Draeger; sie enthielt keine Unterlagen über das Disziplinarverfahren oder den Prozess vor dem Volksgerichtshof.